# كيزو هينو
كيزو هينو (باليابانية: 日野啓三) (14 يونيو 1929، طوكيو في اليابان - 14 أكتوبر 2002)؛ كاتب وروائي ياباني.

## الجوائز
- جائزة أكوتاغاوا